# Hringvegur
Hringvegur også Þjóðvegur 1 (dansk Nationalvej 1) er en hovedvej i Island som strækker sig hele øen rundt og forbinder alle de beboede områder (de indre dele af Island er for det meste ubeboede). Vejen har en total længde på 1.339 km.
I 1970'erne begyndte man at udbygge den sydlige strækning til Höfn over det sandede fladland Skeiðarársandur og 1974 var ringvejen færdigbygget efter at broen over elven Skeiðará blev indviet. 
Langs næsten hele strækningen har vejen en vejbane i hver retning, bortset fra når den går igennem de større bygder og byer hvor den kan have flere vejbaner i hver retning. De fleste broer har kun en vejbane og er lavet af træ eller stål eller en kombination. Vejen er for det meste asfalteret, men der kan forekomme enkelte strækninger i den østlige del af landet som er belagt med grus. De dårlige strækninger kan være dårlig sikret og har uoversigtbare sving og bakketoppe (dette er specielt for strækningen mellem Borgarnes og Blönduós).
Trafikkmængden på vejen kan variere en del, afhængig af sted – i og ved Reykjavík er det trafik på omkring 5 000–10 000 køretøjer pr. døgn, mens strækninger langt væk fra de større bebyggelser har et gennemsnit på ca. 100 køretøjer pr. døgn.
Island er en stor ø på ca. 103.000 km² og med afstikkere til seværdighederne kan ruten rundt om Island kommer op på over 2.000 km. Vejen har i mange år været populær blandt turister siden den dækker en stor del af landet og passerer mange af Islands seværdigheder. Den har været specielt populær blandt islandske familier på sommerferie, men er i de senere år også blevet benyttet af udenlandske turister som enten lejer bil eller tager deres egen bil med på passager- og bilfærgen Norröna fra Hirtshals via Tórshavn på Færøerne til Seyðisfjörður.

## Ekstern henvisning
- Kort med ringvejen